# Resist
Resist (estilizado como ЯƎSIST ) é o sétimo álbum de estúdio da banda holandesa de metal sinfônico Within Temptation. Originalmente previsto para 14 de dezembro de 2018, foi posteriormente adiado para 1 de fevereiro de 2019. O álbum traz participações dos vocalistas Jacoby Shaddix (Papa Roach), Anders Fridén (In Flames) e Jasper Steverlinck (Arid) e foi novamente produzido por Daniel Gibson. A distância entre ele e seu antecessor marca o maior intervalo de tempo entre os lançamentos de estúdio da banda, sendo o último lançado em 2014. O álbum seguiu o padrão da banda de incorporar novos elementos musicais a cada lançamento, desta vez apresentando mais influências eletrônicas, pop e industriais. Liricamente, a banda optou por focar mais em temas políticos, um assunto não abordado explicitamente em discos anteriores.
Seis singles foram lançados para promover o álbum. "The Reckoning" foi lançado em 14 de setembro de 2018, e conta com Shaddix como vocalista convidado. O segundo single, "Raise Your Banner", com a participação de Fridén, foi lançado a 16 de novembro de 2018 e "Firelight", o terceiro, uma semana depois, em 23 de novembro. Os outros três singles foram lançados em 2019, "In Vain" em 11 de janeiro, "Supernova" em 5 de fevereiro e "Mad World" em 15 de abril. Houve um grande investimento nos videoclipes, a fim de ilustrar melhor por meio de imagens os temas apresentados no lançamento. O grupo também iniciou a The Resist Tour na Europa no final de 2018, antes do lançamento do álbum. Em 2019, a banda fez uma turnê pela América do Norte e depois voltou à Europa para apresentações em vários festivais de verão.
O álbum recebeu análises geralmente favoráveis da crítica musical, e as mudanças musicais foram um dos pontos mais discutidos. Críticos da Kerrang e The Skinny deram as boas-vindas às mudanças apresentadas pela banda, enquanto o AllMusic e PopMatters tiveram certas reservas sobre o assunto. No entanto, ele acabou aparecendo em algumas listas de fim de ano, como a da Loudwire. O álbum também obteve sucesso comercial, alcançando a primeira posição na Alemanha, e entrando nas dez primeiras posições em outros países, como Holanda, Bélgica, Finlândia, Áustria e Suíça.

## Contexto
Após ampla divulgação e turnê do álbum Hydra, entre os anos de 2014 e 2016, a vocalista Sharon den Adel passou por um processo de exaustão e sofreu um bloqueio do escritor. Ela também passou por problemas pessoais, o que a levou a abandonar por um tempo a composição para a banda para se concentrar em si mesma. Nessa época, Sharon conseguiu recomeçar a compor, mas desta vez para si mesma como forma de enfrentar as dificuldades da época. Como essas músicas não eram orientadas para o rock ou adequadas para a banda, ela decidiu lançá-las como um projeto solo intitulado My Indigo (2017). Depois de passar por esse processo e compor faixas "menores, muito mais diretas, pessoais e vulneráveis", a vocalista se encontrou novamente com o estado de espírito certo para compor as músicas "combativas, poderosas e grandes" que o Within Temptation precisava e pelo qual é conhecido. Em novembro de 2017, ao anunciar seu lançamento solo, Sharon confirmou que a banda já estava de volta ao estúdio gravando novas músicas para um possível lançamento em 2018, que foi anunciado oficialmente em 13 de setembro de 2018. Também foi afirmado pela vocalista que este álbum foi o mais difícil de ser feito pela banda, pois eles não tinham nenhum rumo até Sharon se recuperar do esgotamento e cuidar de seus problemas pessoais. Quando eles finalmente encontraram uma direção a seguir, a banda conseguiu terminar o álbum em menos de um ano. O álbum marcou o maior intervalo entre os lançamentos de estúdio da banda, cinco anos. Em julho de 2018, o Within Temptation assinou um novo contrato de gravação com a Vertigo Records da Alemanha, que foi selecionada para lançar o álbum em todo o mundo, exceto no Japão. O álbum foi originalmente programado para ser lançado em 14 de dezembro de 2018, mas foi adiado para o lançamento em 1 de fevereiro de 2019.

### Concepção

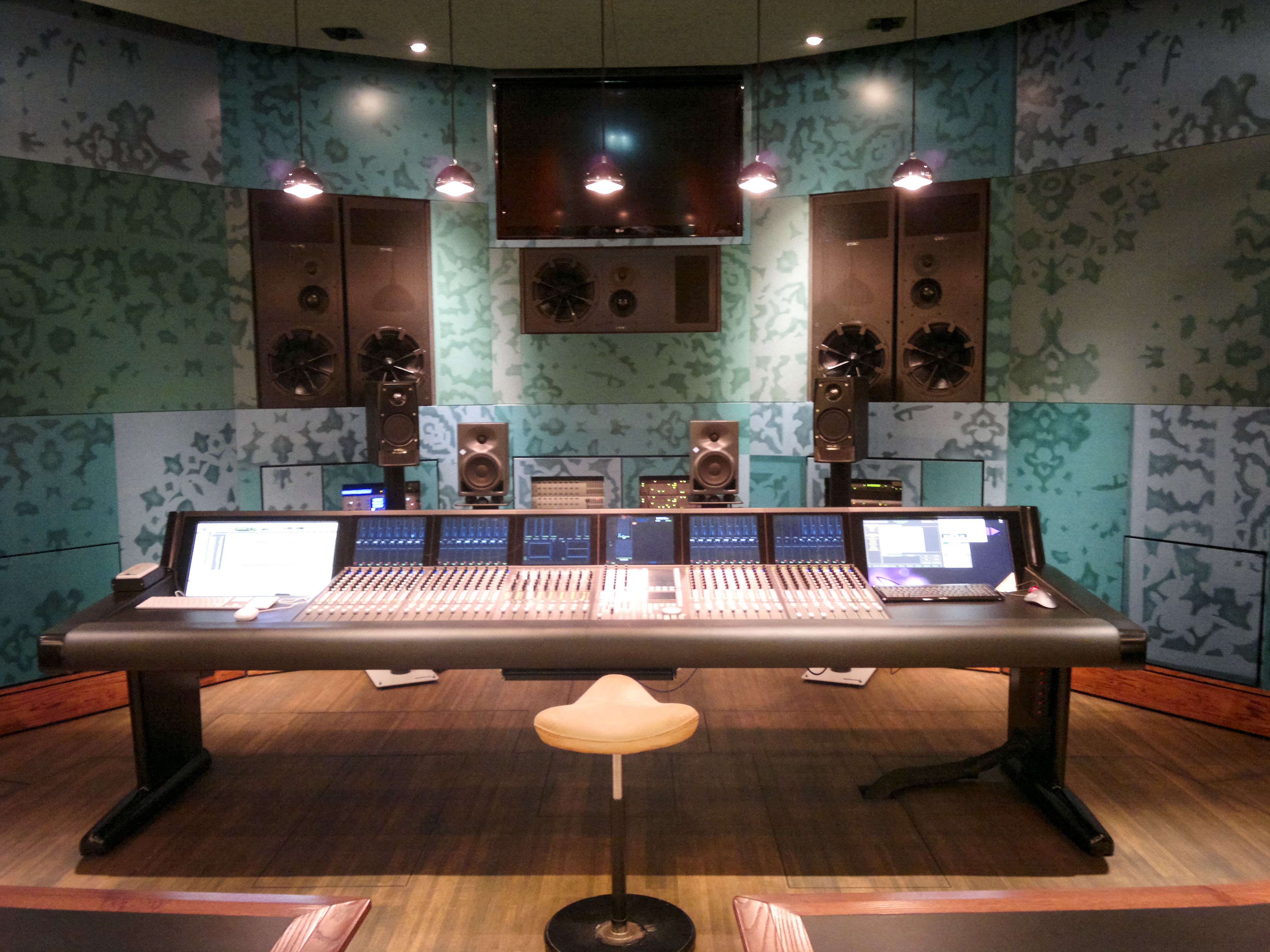
Algumas partes do álbum foram gravadas no Wisseloord Studios, em Hilversum, Países Baixos.

O álbum foi produzido pelo produtor de longa data da banda, Daniel Gibson, e gravado no Wisseloord Studios e ICP Recording Studios. Mathijs Tieken também contribuiu como produtor adicional. Para o processo de escrita e composição musical, a banda abordou as músicas de diferentes formas. Sharon se concentrou em dar às músicas uma "atmosfera" com Gibson, pois ela achava que as músicas poderiam evoluir se fossem naturalmente quando são concebidas do "macro" para o "mini", como os refrãos. Por outro lado, Robert Westerholt se concentrou em escrever os refrãos primeiro e depois progredir para a música inteira.
O álbum conta com Papa Roach 's Jacoby Shaddix, In Flames' Anders Fridén e Árido 's Jasper Steverlinck como vocalistas convidados. Jacoby conheceu Sharon durante a edição de 2015 do Graspop Metal Meeting na Bélgica. Ele foi convidado a cantar na faixa de abertura e single principal "The Reckoning" após a música já estar concluída, pois a banda pensava que ele poderia fornecer à música uma certa raiva misturada com alguma vulnerabilidade e melancolia.
Anders foi convidado para cantar em "Raise Your Banner" já que a banda considerou que sua experiente voz gritada se encaixaria bem na atmosfera e na letra dessa música. "Firelight" foi composta originalmente para o álbum solo de Sharon, My Indigo. Na época, a música foi considerada sombria demais para o lançamento e foi colocada na gaveta. Depois de conhecer Jasper em um programa de TV flamengo no início de 2018, Sharon convidou o cantor para fazer parte da música, pois ela descobriu que eles tinham uma conexão real e suas vozes combinavam bem. Depois de algumas reformulações, acabou aparecendo na lista de faixas final do álbum.
Sobre quando os músicos foram convidados para o álbum durante o processo de gravação, Sharon comentou que a banda primeiro escreve uma música e só depois pensa em nomes possíveis. O Within Temptation prefere saber o que a música pede e depois convidar alguém que ache que se encaixaria bem na música.

### Desenvolvimento e composição
O álbum é considerado principalmente um álbum de metal sinfônico, embora tenha diferentes influências. Em declarações à Metal Hammer, Sharon afirmou que o álbum foi inspirado na "música pop", com um tratamento sombrio e orientado ao metal, visto que a banda sentiu que a música moderna não tem sido inovadora ou ousada nos últimos anos. Apesar de tomar isso como inspiração, a banda apontou que não será um disco pop e provavelmente não terá reprodução nos rádios pop. A banda teve como objetivo abordar um estilo mais futurista, sem descartar seu metal sinfônico original e as raízes musicais bombásticas. De acordo com Sharon, a banda não queria soar muito longe de seu estilo original, mas também queria ter seus principais elementos musicais reconhecíveis ao longo das canções, o que resultou na mistura entre elementos de seu antigo estilo e elementos da música moderna como momentos eletrônicos e a dita abordagem futurística. O título do álbum em si, de acordo com Sharon, representa "não ser colocado em uma caixa e se recusar a fazer o que outras pessoas estão tentando influenciá-lo de uma forma que você possa ver apenas um lado da história".
Além dos aspectos musicais, a inspiração para o álbum veio também dos aspectos tecnológicos e políticos contemporâneos. Segundo a cantora, o fato de todos hoje serem rastreáveis a intrigou e a fez se perguntar se isso seria benéfico para a população, como nos casos de segurança nacional, ou não, nos casos de ditaduras. Ela também ficou intrigada e irritada com os algoritmos por trás das ofertas de merchandising e sugestões de compra, e sentiu que estava colocando as pessoas em caixas de acordo com seus supostos gostos pessoais com base no que procuram na internet, impedindo-as de ter novos interesses e pontos de vista. A este respeito, Sharon afirmou que “'Resist', para mim, é uma mensagem pessoal mas também uma declaração política. Antes, não falávamos tão abertamente sobre nossas visões políticas, mas hoje fazemos mais. [...] Voltando à mensagem 'política', é sempre com um objetivo positivo, esperando que no futuro as coisas realmente mudem. " Apesar de conter um tema central, o disco não foi pensado como um álbum conceitual e, portanto, nem todas as músicas foram liricamente inspiradas no mesmo tema principal, já que a banda também aborda temas de sua vida pessoal.
A faixa de abertura, "The Reckoning", inspira-se em temas políticos e aborda uma possível perda de liberdade no futuro. Musicalmente, apresenta influências de metal alternativo e contém riffs pesados de uma guitarra de oito cordas. Em relação aos elementos sinfônicos das músicas, a banda optou por usar apenas onde achou que teria impacto em vez de na música inteira, a fim de oferecer uma vitrine maior dos outros instrumentos e da voz de Sharon. Isso se manifesta na segunda faixa, "Endless War", que traz coros e elementos mais sinfônicos com sons eletrônicos permeados. A cantora afirmou que a perda da individualidade pode até comprometer a democracia, pois as pessoas são alimentadas com informações que são calculadas por seus gostos e posições pessoais, dificultando a busca ou compreensão de outras visões de mundo. Esse tema foi abordado principalmente na faixa "Raise Your Banner". Segundo ela, a música se inspira em protestos ocorridos durante a década de 1980, em que pessoas saíram às ruas reivindicando seus direitos e contrastam com os protestos online da atualidade, que ela considera mais passivos e sem resistência.
"Supernova" é uma canção sobre esperança e foi dedicada ao pai de Sharon, que morreu em abril de 2018. A faixa contém referências ao espaço sideral e metáforas relacionadas a uma pessoa que ainda quer um sinal da vida após a morte de alguém que já se foi, e o procura nos céus. Apresenta principalmente influências EDM, ao mesmo tempo que contém passagens orquestrais e versos cantados por um coro, e foi originalmente concebida como uma canção acelerada, sinfônica e onírica.
A faixa "Holy Ground" também trata de assuntos políticos e defende que as pessoas devem ter seus limites respeitados em relação à sua individualidade, e seu título funciona como uma metáfora para temas pessoais relacionados ao espaço pessoal de uma pessoa, como gênero, raça ou outros assuntos pessoais. "In Vain" também aborda a perda de alguém e o vazio derivado disso. A canção apresenta um estilo de rock mais suave e tem uma produção mais "pé no chão". "Firelight", que não foi composta originalmente para o álbum, é uma balada e contém uma atmosfera "sombria e folk" e influências góticas. Por outro lado, a faixa "Mad World" é uma música mid-tempo que possui uma atmosfera bombástica e apresenta influências mais industriais.
"Mercy Mirror" é outra música pessoal e lida com o perdão em um relacionamento que tem magoado as pessoas envolvidas há anos por não dizer ou discutir questões da maneira adequada. É composta como uma balada inspirada em piano e cordas. A faixa final "Trophy Hunter" também é fortemente conduzida por guitarras e apresenta coros masculinos. Combina os principais elementos sinfônicos e eletrônicos incorporados ao disco.

### Capa
Pela primeira vez, a banda não usou uma capa personalizada para um álbum. Em vez disso, eles compraram uma obra do artista Emmanuel Shiu no DeviantArt. Em entrevista à estação de rádio francesa Radio Metal, Sharon explicou:
| “ | Livros são sempre uma ótima fonte de inspiração para nós, mas desta vez nós não encontramos nenhuma. Então vasculhamos a internet tentando achar alguma inspiração. O Robert (Westerholt) achou essa foto na entrevista e ela era realmente perfeita, exatamente o que precisávamos. [...] Nós o [Shiu] contatamos e compramos várias de suas obras. Ela realmente explica a ideia da era digital e o 'O Grande Irmão está te vigiando'. É como se todas as peças do quebra-cabeça estivessem nesta ilustração. | ” |

A arte do álbum e os videoclipes seguem o mesmo tema da capa; o layout do álbum dá a impressão de que a banda está dentro de uma nave espacial, por isso o vídeo de "The Reckoning" apresenta tal veículo.

## Divulgação
No final de novembro de 2017, antes de qualquer sinal de lançamento de material novo, a banda anunciou uma turnê européia para o final de 2018 na esperança de um possível lançamento nesse mesmo ano, visto que já possuíam algumas músicas inéditas. No início de dezembro, quase um ano antes da turnê, dois shows já estavam esgotados. O primeiro single, intitulado "The Reckoning", foi lançado um dia após o anúncio oficial do álbum, em 14 de setembro de 2018, acompanhado de um lyric video. O single traz Jacoby como vocalista convidado. Em 24 de setembro, o videoclipe oficial foi lançado oficialmente. O vídeo foi filmado na ilha de Fuerteventura, uma das Ilhas Canárias, e apresentava os membros da banda caminhando por um deserto em uma paisagem pós-apocalíptica enquanto enfrentavam ameaças extraterrestres. O videoclipe rendeu à banda uma indicação ao Prêmio Edison na categoria Melhor Vídeo.
O jornal holandês AD.nl informou em seu site que a banda estava em busca de figurantes para um novo videoclipe, cuja gravação seria no dia 7 de outubro de 2018, na cidade de Zaandam. O jornal publicou que eles estavam procurando homens fortes para interpretar policiais futuristas, e também homens e mulheres mais magros para retratar robôs futuristas. Poucos dias depois, o jornal holandês Tubantia afirmou que a música escolhida foi "Raise Your Banner", e o videoclipe seria dirigido por Rogier Hendriks. O single foi lançado em 16 de novembro de 2018, acompanhado por um vídeo com a letra. Seu videoclipe oficial foi lançado em 30 de novembro. A terceira música escolhida para receber um videoclipe foi "Supernova", que foi lançada em 5 de fevereiro de 2019, quatro dias após o lançamento do álbum. O vídeo foi o primeiro da banda a ser estreado pela revista estadunidense Billboard. Três outros singles foram lançados sem clipes. "Firelight" foi lançado em 23 de novembro de 2018 para download e streaming digital. "In Vain" foi lançado em 11 de janeiro de 2019 e recebeu um lyric video. "Mad World" foi o último single do álbum, sendo lançado no dia 15 de abril, também acompanhado de um lyric video.

### Turnê

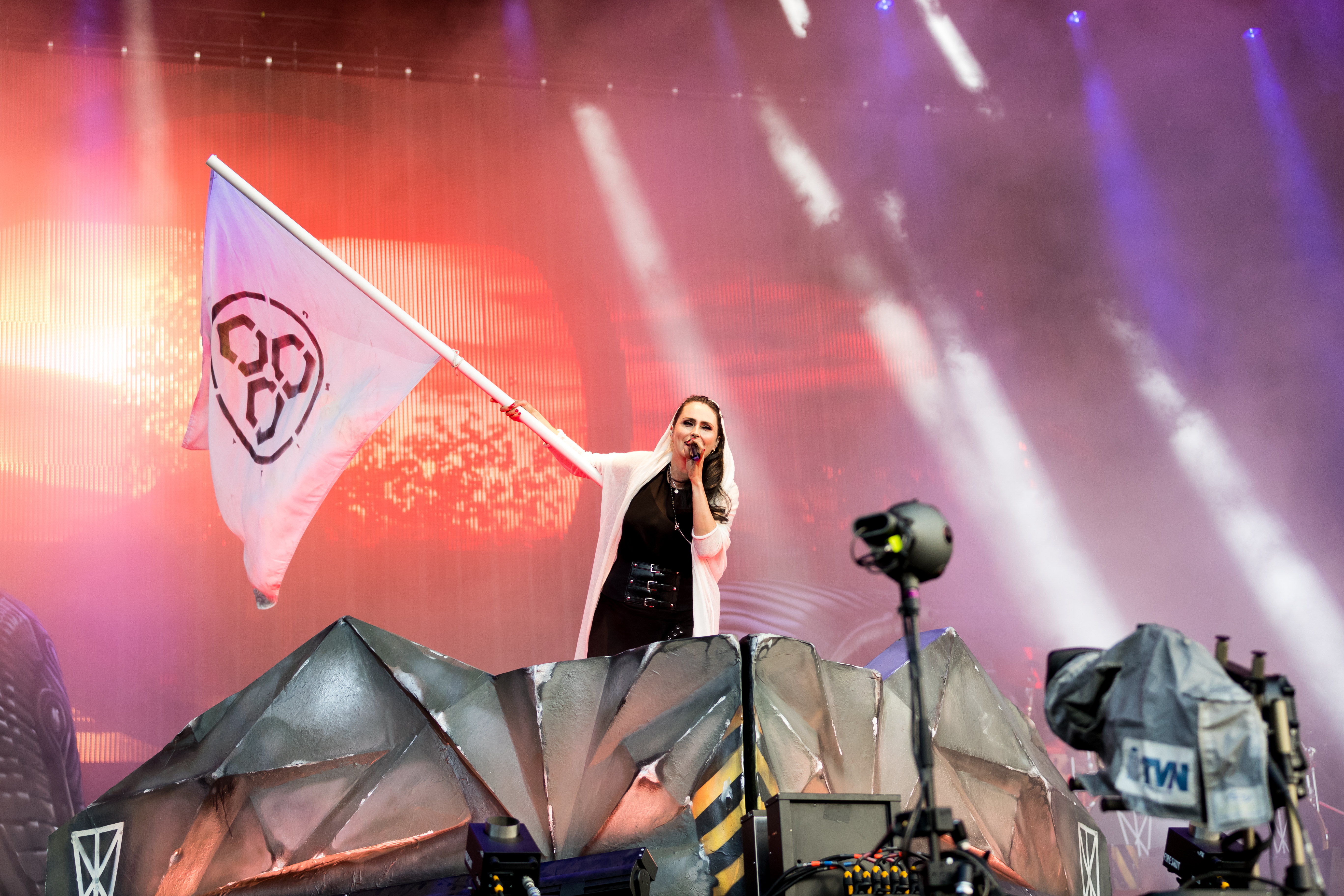
Sharon den Adel durante a música "Raise Your Banner" em um palco da turnê do Resist no Wacken Open Air de 2019.

A banda iniciou sua The Resist Tour em 11 de outubro de 2018. Inicialmente, apenas datas em clubes e arenas em toda a Europa foram adicionadas à turnê, levando a banda a dezessete países, antes de a banda começar a agendar datas para alguns festivais de verão de 2019. Essa primeira parte em ambientes fechados da turnê contou com as bandas Beyond the Black (da Alemanha) e Ego Kill Talent (do Brasil), respectivamente, como bandas de abertura. No dia seguinte à edição 2018 do Wacken Open Air, o festival anunciou a banda como participantepara a edição do ano que vem.
Devido à decisão de Sharon de ficar mais tempo em casa para estar mais presente na vida de seus filhos, o que estava ficando difícil devido à pesada agenda de turnês da banda nos anos anteriores, as datas da turnê foram elaboradas para esta turnê alternando duas semanas de shows e duas semanas de folga. No final de 2018, foi anunciada uma nova etapa da digressão pela América do Norte. Tudo começou em 2019, com In Flames como convidados especiais. Depois da etapa norte-americana, a banda deu início a mais uma rodada de shows pela Europa, consistindo em apresentações em festivais e shows especiais nos jardins de palácios.
A banda estava programada para tocar no Festival Internacional de Byblos no Líbano, mas como o festival estava enfrentando violentas ameaças religiosas por ter os apoiadores da causa LGBT Mashrou 'Leila na formação, a banda decidiu cancelar o show em solidariedade a eles e em apoio à "tolerância, liberdade de discurso e de expressão". Uma segunda série de concertos de verão foi agendada para 2020, mas os festivais tiveram que ser cancelados devido à pandemia de COVID-19.
A turnê contou com designs especiais de palco e figurinos relacionados aos temas futurísticos e tecnológicos do álbum. Ornamentos semelhantes a aço, efeitos especiais de iluminação de palco, telas de projeção e máquinas de neblina também foram usados para intensificar a atmosfera das canções. Os membros masculinos da banda usaram uniformes futurísticos especiais, enquanto que Sharon vestiu um vestido preto futurista, uma capa branca e uma bandeira especial para a música de abertura "Raise Your Banner". O guitarrista Robert Westerholt fez parte da seleção visual para montar o palco, já que a banda queria criar uma imagem especial do show que se encaixasse na experiência de ouvir o álbum.

## Recepção
| Críticas profissionais | Críticas profissionais |
| Pontuações agregadas   | Pontuações agregadas   |
| Fonte                  | Avaliação              |
| ---------------------- | ---------------------- |
| Metacritic             | 67/100                 |
| Avaliações da crítica  |                        |
| Fonte                  | Avaliação              |
| AllMusic               | [ 64 ]                 |
| Daily Express          | [ 65 ]                 |
| Kerrang!               | [ 66 ]                 |
| PopMatters             | 5/10                   |
| The Music              | [ 68 ]                 |
| The Skinny             | [ 69 ]                 |
| Ultimate Guitar        | 7/10                   |
| Volkskrant             | [ 70 ]                 |

Resist recebeu análises favoráveis de críticos musicais. Com base em cinco resenhas, o site de agregação de resenhas Metacritic deu ao álbum uma pontuação média de 67.
O revisor Gary Trueman, que escreveu para o webzine britânico Devolution, foi positivo sobre o álbum, elogiando seu frescor em meio a um gênero musical que ficou mais obsoleto ao longo dos anos, já que a banda foi capaz de dar à música pop contemporânea um "manto escuro". O crítico também elogiou a performance vocal de Sharon den Adel ao apontar que, mesmo como um ponto alto, não ofuscou a banda. Ele encerrou sua crítica alegando que o álbum poderia ser o "momento Fallen" do Within Temptation, já que o considerou "de longe o melhor álbum que eles lançaram até agora".
Em sua crítica de quatro estrelas, Steve Beebee da Kerrang! também foi positivo sobre o álbum. O crítico apontou os momentos difíceis pelos quais a banda passou em suas vidas pessoais antes do lançamento, e considerou que o álbum "destila aquele tempo de trauma, cura e novos começos em 47 minutos deslumbrantes". Beebee também foi positivo sobre os novos estilos musicais incorporados ao disco, mesmo que não agradasse aos ouvintes que não gostam de mudanças, e seu fluxo geral, afirmando que as canções "respiram juntas e prosperam quando ouvidas como um todo". Paul Davies, do Daily Express, também elogiou a forte energia do álbum. A revista australiana The Music também comentou positivamente sobre os novos elementos incorporados, como as influências EDM na faixa "Supernova" e o pop e industrial na faixa "Mad World", ao mesmo tempo em que elogiava a composição e coesão geral do álbum.
Por outro lado, a edição alemã da Metal Hammer teve sua equipe de editores dividida pelo álbum, o que os levou a publicar uma crítica positiva (5/7) e outra negativa (3/7). Enquanto a positiva acolheu os novos elementos e estilos adotados pela banda para o álbum, a negativa criticou o disco como sendo "pop de rádio" e considerou algumas de suas composições e instrumentações "plásticas".
James Monger do AllMusic deu a Resist uma crítica morna, afirmando que "ao mudar de marcha para atiçar suas chamas criativas, Within Temptation criou um conjunto imersivo - senão totalmente original - de canções que tocam seus pontos fortes e fracos". Deborah Krieger, do PopMatters, foi menos receptiva às mudanças musicais e considerou o álbum tematicamente problemático.

### Premiações
Resist acabou aparecendo em listas de fim de ano de 2019 de críticos e revistas. Steve Beebee da Kerrang! concedeu ao álbum a quarta posição em seus 10 melhores álbuns de metal de 2019. Da equipe da Metal Hammer, Holly Wright colocou o álbum em 12º lugar em sua lista dos 20 melhores álbuns de metal da lista de 2019, Merlin Alderslade e Natasha Sharf em 14º e Vanessa Thorpe em 20º. Leitores da revista também votaram no álbum como o 8º melhor da década. No Loudwire, o álbum apareceu tanto na lista de meio de ano de Melhores Álbuns de Metal quanto na respectiva lista de final de ano. Sem colocá-lo em uma posição específica, a equipe comentou que "há elasticidade no álbum guiado-pela-batida Resist, com faixas de sintetizadores e orquestração se esparramando enquanto o canto da sereia de Den Adel guia o caminho."

## Desempenho comercial
O álbum estreou no topo da  parada alemã em 8 de fevereiro de 2019, tornando-se o álbum de maior sucesso da banda no país, superando o pico alcançado por seu álbum de estúdio anterior Hydra (2014), que chegara à quarta posição. A banda também alcançou novamente sua posição mais alta na Bélgica com o álbum estreando em segundo lugar, posição anteriormente alcançada apenas por seu quarto álbum de estúdio, The Heart of Everything (2007). Na Holanda, Resist estreou como número dois, uma posição atrás de Hydra. No Reino Unido, o álbum alcançou a 15ª posição na UK Albums Chart, o segundo melhor até o momento. O álbum também alcançou o primeiro lugar nas paradas de álbuns de Rock & Metal do Reino Unido e a décima posição geral com base exclusivamente nas vendas de cópias físicas.
Nos Estados Unidos, a banda teve sua estreia mais baixa até o momento, entrando nas paradas na posição número 129. No entanto, no Top Album Sales, que contabiliza a quantidade total de vendas puras do álbum em sua totalidade e exclui streams e vendas de faixas separadas, o álbum entrou nas paradas na 13ª posição. Ele também vendeu mais cópias físicas quando comparado com suas vendas digitais e streams na França, e enquanto o álbum estreou na posição 22 na parada geral,  alcançou a posição 11 na parada física. Na Finlândia, o álbum conseguiu chegar à quarta posição nas paradas oficiais, e a segunda na física.

## Lista de faixas
| Edição regular |                                                                |         |  |
| N.º            | Título                                                         | Duração |  |
| 1.             | "The Reckoning" (O Acerto de Contas (com Jacoby Shaddix))      | 4:11    |  |
| 2.             | "Endless War" (Guerra Sem Fim)                                 | 4:09    |  |
| 3.             | "Raise Your Banner" (Levante Sua Bandeira (com Anders Fridén)) | 5:34    |  |
| 4.             | "Supernova" (Supernova)                                        | 5:34    |  |
| 5.             | "Holy Ground" (Solo Sagrado)                                   | 4:10    |  |
| 6.             | "In Vain" (Em Vão)                                             | 4:25    |  |
| 7.             | "Firelight" (Luz do Fogo (com Jasper Steverlinck))             | 4:46    |  |
| 8.             | "Mad World" (Mundo Louco)                                      | 4:57    |  |
| 9.             | "Mercy Mirror" (Espelho da Misericórdia)                       | 3:49    |  |
| 10.            | "Trophy Hunter" (Caçador de Troféus)                           | 5:51    |  |
| Duração total: | Duração total:                                                 | 47:35   |  |

| Edição de luxo |                                        |         |  |
| N.º            | Título                                 | Duração |  |
| 11.            | "Raise Your Banner" (versão de single) | 3:32    |  |
| 12.            | "Endless War" (versão de single)       | 3:42    |  |
| 13.            | "Firelight" (versão de single)         | 3:50    |  |
| 14.            | "Mad World" (versão de single)         | 3:38    |  |
| 15.            | "Supernova" (versão de single)         | 3:35    |  |
| 16.            | "The Reckoning" (instrumental)         | 4:11    |  |
| 17.            | "Endless War" (instrumental)           | 4:09    |  |
| 18.            | "Raise Your Banner" (instrumental)     | 5:33    |  |
| 19.            | "Supernova" (instrumental)             | 5:33    |  |
| 20.            | "Holy Ground" (instrumental)           | 4:08    |  |
| 21.            | "In Vain" (instrumental)               | 4:25    |  |
| 22.            | "Firelight" (instrumental)             | 4:46    |  |
| 23.            | "Mad World" (instrumental)             | 4:57    |  |
| 24.            | "Mercy Mirror" (instrumental)          | 3:49    |  |
| 25.            | "Trophy Hunter" (instrumental)         | 5:52    |  |
| Duração total: | Duração total:                         | 1:53:19 |  |

## Créditos
Créditos adaptados do encarte de Resist.
| Within Temptation - Sharon den Adel – vocais principais - Ruud Jolie – guitarra solo - Robert Westerholt – guitarra base - Stefan Helleblad – guitarra base - Jeroen van Veen – baixo - Martijn Spierenburg – teclados - Mike Coolen – bateria Músicos adicionais - Jacoby Shaddix – vocais masculinos em "The Reckoning" - Anders Fridén – vocais masculinos em "Raise Your Banner" - Jasper Steverlinck – vocais masculinos em "Firelight" | Produção - Daniel Gibson – produção - Mathijs Tieken – produção - Taylor Larson – mixagem - Brian Gardner – masterização - Stefan Helleblad – engenharia de som - Emmanuel Shiu – capa |

## Paradas
| Parada (2019)                         | Maior colocação |
| ------------------------------------- | --------------- |
| Austrália (ARIA)                      | 13              |
| Áustria (Ö3 Austria Top 40)           | 4               |
| Bélgica (Ultratop Flandres)           | 2               |
| Bélgica (Ultratop Valônia)            | 5               |
| Canadian Albums (Billboard)           | 64              |
| República Tcheca (ČNS IFPI)           | 12              |
| Países Baixos (Dutch Charts)          | 2               |
| Finlândia (Suomen virallinen lista)   | 4               |
| França (SNEP)                         | 22              |
| Alemanha (Offizielle Deutsche Charts) | 1               |
| Grécia (IFPI)                         | 45              |
| Hungria (MAHASZ)                      | 8               |
| Itália (FIMI)                         | 84              |
| Japão (Oricon)                        | 55              |
| Japanese Hot Albums (Billboard Japan) | 67              |
| Polónia (ZPAV)                        | 18              |
| Portugal (AFP)                        | 13              |
| Escócia (Official Scottish Albums)    | 9               |
| Slovak Albums (ČNS IFPI)              | 19              |
| Espanha (PROMUSICAE)                  | 20              |
| Suécia (Sverigetopplistan)            | 11              |
| Suíça (Schweizer Hitparade)           | 2               |
| Reino Unido (Official Albums Chart)   | 15              |
| Reino Unido (UK Rock & Metal Albums)  | 1               |
| US Billboard 200                      | 129             |
| US Top Hard Rock Albums               | 5               |
| US Top Rock Albums                    | 19              |

| Parada (2019)               | Posição |
| --------------------------- | ------- |
| Czech Albums (ČNS IFPI)     | 18      |
| Slovakian Albums (ČNS IFPI) | 46      |

| Parada (2019)                      | Posição |
| ---------------------------------- | ------- |
| Belgian Albums (Ultratop Flanders) | 94      |

## Histórico de lançamento
| Região      | Data                   | Formato                                      | Rótulo          | Ref.            |
| ----------- | ---------------------- | -------------------------------------------- | --------------- | --------------- |
| Vários      | 1 de fevereiro de 2019 | CD download digital streaming vinil cassette | Vertigo Records | [ 117 ]         |
| Reino Unido | 1 de fevereiro de 2019 | CD download digital streaming vinil cassette | Spinefarm       | [ 118 ] [ 119 ] |
| Japão       | 1 de fevereiro de 2019 | CD Digital download streaming vinil          | Victor          | [ 120 ]         |